# Улдрикис, Нормундс
Нормундс Улдрикис (латыш. Normunds Uldriķis; род. 29 января 2001, Рига) — латвийский футболист, защитник клуба «Лиепая».

## Карьера

### «Метта»
Воспитанник футбольных клубов «Албертс» и «Сконто». Первым тренером футболиста был Юрис Доценко. В 2014 году футболист присоединился к клубу МЕТТА/ЛУ. В клубе футболист выступал на юношеском и молодёжном уровнях. В сентябре 2018 года футболист стал подтягиваться к матчам с основной командой клуба. Дебютировал за клуб футболист 24 сентября 2018 года в матче против РФС, выйдя на поле в стартовом составе. Концовку своего дебютного сезона футболист провёл в роли одного из основных игроков. В феврале 2019 года футболист подписав с клубом свой первый профессиональный контракт. Дебютным забитым голом за клуб футболист отличился 12 мая 2019 года в матче против клуба «Вентспилс». На протяжении следующих сезонов футболист продолжал выступать в клубе в роли одного из основных игроков рижского клуба.
В начале 2022 года футболист стал капитаном рижского клуба. Новый сезон в роли капитана футболист начал 12 марта 2022 года против клуба «Ауда», выйдя на поле в стартовом составе. Первым в сезоне забитым голом футболист отличился 17 июня 2022 года в матче против клуба «Даугавпилс». В июле 2022 года футболист выбыл из распоряжения клуба до коцна сезона, лишь единожды появившись на поле в этот период. За сезон футболист успел отличиться по забитому голу и результативной передаче. В феврале 2023 года футболист продлил контракт с клубом до конца 2024 года. Первый матч в новом сезоне футболист сыграл 20 апреля 2023 года в матче против «Валмиеры», выйдя на поле в стартовом составе. Начинал сезон футболист на скамейке запасных, закрепившись в стартовом составе лишь с второй части чемпионата, который завершил победой в стыковых матчах против клуба «Скансте».

### «Лиепая»
В январе 2024 года футболист перешёл в «Лиепаю». Дебютировал за клуб футболист 30 марта 2024 года в матче против клуба РФС, выйдя на замену на 73 минуте.

## Международная карьера
В 2017 году вызывался в юношескую сборную Латвии по футболу до 17 лет. В октябре 2017 года отправился вместе со сборной на квалификационные матчи на юношеский чемпионат Европы до 17 лет. В 2018 году был вызван в юношескую сборную Латвии до 18 лет для участия в товарищеских матчах со сверстниками из Исландии. В 2019 году был вызван в юношескую сборную Латвии по футболу до 19 лет. В сентябре 2021 года дебютировал за молодёжную сборную Латвии в квалификационных матчах молодёжного чемпионата Европы.

## Семья
Отец Аскольд Улдрикис — спортивный журналист, непосредственно связанный с футболом.
Брат Робертс Улдрикис — профессиональный футболист, игрок национальной сборной Латвии.